# Hernandia wendtii
Hernandia wendtii är en tvåhjärtbladig växtart som beskrevs av A. Espejo. Hernandia wendtii ingår i släktet Hernandia och familjen Hernandiaceae. Inga underarter finns listade i Catalogue of Life.